# Список керівників держав 537 року
Список керівників держав 537 року — це перелік правителів країн світу 537 року.
Список керівників держав 536 року — 537 рік — Список керівників держав 538 року — Список керівників держав за роками

## Європа
- Айлех — Форггус мак Муйредах (534/536-566)
- Айргіалла — Деймін Дейм Аргат (? 514—565)
- Арморика — Будік II (? — 544)
- Боспорська держава — до 540 невідомо
- Брихейніог — Рігенеу ап Райн (510—540)
- Брінейх — Кінгар (510-540-ві)
- король вестготів — Теудіс (531—548)
- Вессекс — Кінрік (534—560)
- Візантійська імперія — Юстиніан I (527—565)
- Королівство Гвент — Теудріг Святий (490—540)
- Королівство Гвінед — Майлгун ап Кадваллон (534—547)
- Гепіди — Елемунд (505? — 548)
- Дал Ріада — Комгалл мак Домангарт (507—538)
- Дівед — Гуртевір (495—540)
- Думнонія — Костянтин ап Кадор (530—560)
- Ебраук — Еліффер Творець Великого війська (500—560)
- Елмет — Лленног ап Масгвід (496—540)
- Ірландія — верховний король Туатал Маелгарб (526/528-538)
- Король Італії — Вітігес (536—540)
- Кайр-Гвендолеу — Кейдіо ап Ейніон (505—550)
- Лазика — Цате I (521—540)
- Морганнуг — Кадок Мудрий (523—580)
- Мунстер — Крімтанн Срем (522/525-542)
- Пік — Сауїл Зарозумілий (525—590), Дунотінґ (або Дунаут) — Дінод Міцний (525—595)
- Король піктів — Друст IV (530/531-536)
- Королівство Повіс — Морган ап Кінген (530—540)
- Регед Північний — Кінварх ап Мейрхіон (535-570); Південний — Елідір Лідануїн (535-560)
- Королівство Сассекс — Кісса I (514—541)
- Королівство свевів до 550 захоплено вестготами
- Стратклайд — Клінох ап Дінвал (508—540)
- Улад — Еохайд мак Кондлай мак Каолбад (532—553)
- Уснех — Мане мак Кербайлл (520/523—538)
- Франкське королівство:
  - Австразія — Теодеберт I (533—548)
  - Суассонське королівство — Хлотар I (511—561)
  - Паризьке королівство — Хільдеберт I (511—558)
- Швеція — Адільс (520—550)
- Святий Престол — папа римський — Сільверій (536-537)
- Константинопольський патріарх — Мина (536-552)

## Азія
- Близький Схід:
  - Гассаніди — Аль-Харіс ібн Джабала (529—569)
  - Кінда до 547 — невідомо
  - Лахміди — Аль-Мундір III ібн аль-Нуман (505/506 — 554)
- Кавказька Албанія — марзпанство Персії (до 636)
- Індія:
  - Династія Вішнукундіна — Індрабхаттарака Варма (527—555)
  - Західні Ганги — Дурвініта (495-535 або 579)
  - Імперія Гуптів — Кумарагупта III (530—550)
  - правитель ефталітів Торамана II (530/542—570)
  - володар держави ефталітів і алхон-гунів в Ганджхарі, Кашмір і Пенджабі Праварасена (530—590)
  - Династія Майтрака — Друвасена I (520—550)
  - Раджарата — раджа СІлакала Амбосаманера (526—539)
- Індонезія:
  - Тарума — Сур'яварман (535—561)
- Китай:
  - Туюхун (Тогон) — Муюн Фулянчоу (490—540)
  - Жужанський каганат — Юйцзюлюй Анагуй (520—552 — з перервою)
  - Династія Західна Вей — Юань Баоцзюй (535—551)
- Корея:
  - Когурьо — тхеван (король) Анвон (531-542)
  - Пекче — король Сон (523—554)
  - Сілла — ісагим (король) Попхин Великий (514—540)
- Паган — король Тінлі Пайк (532—547)
- Персія:
  - Держава Сасанідів — шахіншах Хосров I Ануширван (531—579)
- Середня Азія:
  - Гаоцзюй — Юецзюй (534—537); Біді (537-540)
- Фунанське королівство — Рудраварман I (514—550)
- Хим'яр — Абраха аль-Ашрам (536—570)
- Японія — Імператор Сенка (536—539)

## Африка
- Преторіанська префектура Африки Візантійської імперії — Симмах (536—539)
- Мавро-римське царство — Мастігас (535—541)

## Північна Америка
- Мутульське царство — Чак-Ток-Іч'аахк IV (534 ? — 537); Вак-Чан-К'авііль (537-562)
- Баакульське царство — К'ан-Хой-Читам I (524/529-565)
- Шукуупське царство — Ві'-Йоль-К'ініч (532—551)